# 全国自動車大学校・整備専門学校協会
全国自動車大学校・整備専門学校協会（ぜんこくじどうしゃだいがっこう・せいびせんもんがっこうきょうかい、英称：Japan Automobile Maintenance Colleges Association）は、日本の自動車整備課程を有する教育機関に関する団体。略称はJAMCA（ジャムカ）。 

## 所在地
- 東京都新宿区大京町31番地

## 沿革
- 1962年　設立

## 主な会員学校
- 専門学校北日本自動車大学校
- 八戸学院光星高等学校専攻科
- 専門学校赤門自動車整備大学校
- 専門学校花壇自動車大学校
- 福島県理工専門学校
- 国際自動車・ビューティ専門学校
- 国際テクニカルデザイン・自動車専門学校
- 関東理工自動車専門学校
- 専門学校千葉県自動車大学校
- 専門学校千葉県自動車総合大学校
- 専門学校新潟国際自動車大学校
- 専門学校トヨタ東京自動車大学校
- 専門学校読売自動車大学校
- 専門学校東京工科自動車大学校
- 専門学校東京工科自動車大学校世田谷校
- 専門学校東京工科自動車大学校品川校
- 専門学校東京自動車大学校
- 東急自動車整備専門学校
- 専門学校日産横浜自動車大学校
- 横浜テクノオート専門学校
- 厚木高等専修学校
- 専門学校群馬自動車大学校
- 専門学校日産栃木自動車大学校
- 専門学校埼玉自動車大学校
- 専門学校越生自動車大学校
- ホンダテクニカルカレッジ関東
- 専門学校関東工業自動車大学校
- 中央自動車大学校
- 専門学校日本自動車大学校
- 専門学校トヨタ名古屋自動車大学校
- 専門学校日産愛知自動車大学校
- 専門学校静岡工科自動車大学校
- 駿河学院実務専門学校
- 専修学校中部国際自動車大学校
- 名鉄自動車専門学校
- 専門学校日産京都自動車大学校
- YIC京都工科専門学校
- 阪和鳳自動車工業専門学校
- ホンダテクニカルカレッジ関西
- 新大阪自動車専門学校
- 大阪技能専門学校
- 専門学校トヨタ神戸自動車大学校
- 専門学校広島自動車大学校
- 専門学校広島工学院大学校
- 専門学校日産愛媛自動車大学校
- 専門学校北九州自動車大学校
- 西鉄自動車整備専門学校
- 第一自動車整備専門学校
- 佐賀工業専門学校
- 九州工科自動車専門学校 - ウェイバックマシン（2000年11月19日アーカイブ分）
- 熊本工業専門学校
- 宮崎ユニバーサル・カレッジ
- 鹿児島工学院専門学校